# Briceia
Briceia es un género de foraminífero bentónico de la Subfamilia Entolingulininae, de la Familia Glandulinidae, de la Superfamilia Polymorphinoidea, del Suborden Lagenina y del Orden Lagenida. Su especie-tipo es Briceia complectilis. Su rango cronoestratigráfico abarca el Holoceno.

## Discusión
Clasificaciones previas incluían Briceia en la Superfamilia Nodosarioidea.

## Clasificación
Briceia incluye a las siguientes especies:
- Briceia coalita
- Briceia complectilis